# 야마다 마사유키
야마다 마사유키(일본어: 山田 将之, 1994년 10월 1일 ~ )는 일본의 축구 선수이다.

## 구단 경력
그는 2016년부터 J리그의 FC 도쿄, FC 마치다 젤비아, 아비스파 후쿠오카, 츠바이겐 가나자와, 오미야 아르디자, 후지에다 MYFC에서 뛰었다.